# Rhizoprionodon oligolinx
Espèce
Statut de conservation UICN

 LC  : Préoccupation mineure
Rhizoprionodon oligolinx est une espèce de requins.